# Лейк-Мередіт-Естейтс (Техас)
Лейк-Мередіт-Естейтс (англ. Lake Meredith Estates) — переписна місцевість (CDP) в США, в окрузі Гатчинсон штату Техас. Населення — 338 осіб (2020).

## Географія
Лейк-Мередіт-Естейтс розташований за координатами 35°39′50″ пн. ш. 101°36′10″ зх. д. / 35.66389° пн. ш. 101.60278° зх. д. (35.663849, -101.602732).  За даними Бюро перепису населення США в 2010 році переписна місцевість мала площу 2,16 км², уся площа — суходіл.

## Демографія
Згідно з переписом 2010 року, у переписній місцевості мешкало 437 осіб у 214 домогосподарствах у складі 129 родин. Густота населення становила 202 особи/км².  Було 409 помешкань (189/км²).
Расовий склад населення:
| - 92,9 % — білих - 0,5 % — корінних американців - 0,2 % — чорних або афроамериканців - 0,2 % — азіатів - 2,5 % — осіб інших рас |

До двох чи більше рас належало 3,7 %. Частка іспаномовних становила 8,7 % від усіх жителів.
За віковим діапазоном населення розподілялося таким чином: 15,6 % — особи молодші 18 років, 63,3 % — особи у віці 18—64 років, 21,1 % — особи у віці 65 років та старші. Медіана віку мешканця становила 50,6 року. На 100 осіб жіночої статі у переписній місцевості припадало 115,3 чоловіків;  на 100 жінок у віці від 18 років та старших — 110,9 чоловіків також старших 18 років.
Цивільне працевлаштоване населення становило 37 осіб. Основні галузі зайнятості: виробництво — 100,0 %.